# 胡可澄
胡可澄（英語：Tiffany Wu Ho-ching，1991年8月30日—）是香港的網球運動員，香港理工大學化學科技（榮譽）理學士。

## 球員生涯
2013年6月在遼寧舉行的中華人民共和國第十二屆運動會上，胡可澄與張玲、葉澄和陳詠悠參加女子團體賽事，於24隊裏排名第8。
2014年，胡可澄奪得香港網球錦標賽女子單打冠軍、全國大學生錦標賽女子乙組單打亞軍。

## 外部連結
- 胡可澄的国际女子网球协会官方資料（英文）
- 胡可澄的官方资料
- 胡可澄在比利·简·金杯的官方资料